# Суханов Вячеслав Вікторович
Вячеслав Вікторович Суханов  — полковник Збройних сил України, учасник російсько-української війни, що відзначився під час російського вторгнення в Україну в 2022 році. 
З січня 2021-го по березень 2023-го — командир 111-ї бригади Сил територіальної оборони . Отримав бойовий прапор у серпні 2022 року за заслуги на полі бою . 

## Нагороди
- орден «Богдана Хмельницького» III ступеня (2022) — за особисту мужність і самовіддані дії, виявлені у захисті державного суверенітету та територіальної цілісності України, вірність військовій присязі[4].